# 新卒一括採用
新卒一括採用（しんそついっかつさいよう）は、企業が卒業予定の学生（新卒者）を対象に年度毎に一括して求人し、在学中に採用試験を行って内定を出し、卒業後すぐに勤務させるという世界に類を見ない日本独特の雇用慣行（日本型雇用システム）である。
明治期に下級ホワイトカラーの採用から始まり第二次世界大戦前ごろまでには定着しており、戦後の復興期の人手不足によって大企業が高卒者を大量に採用したことから確立され、21世紀現在の日本では一般的な雇用慣行である。企業では「定期採用」とも呼ばれる。

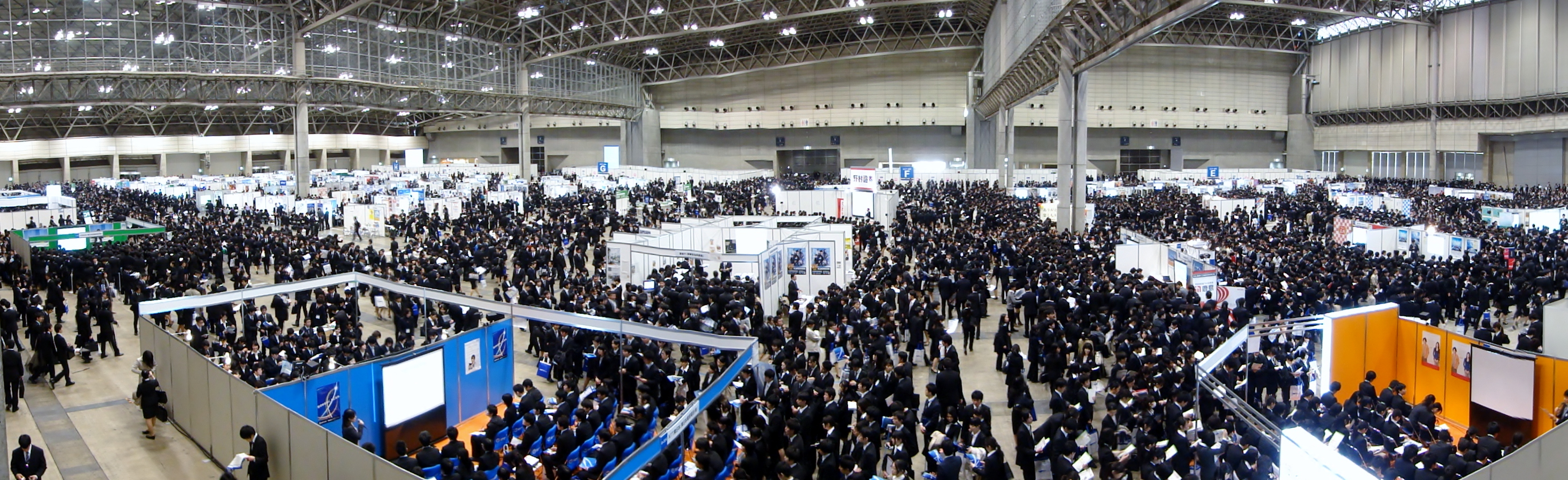
合同企業説明会の様子

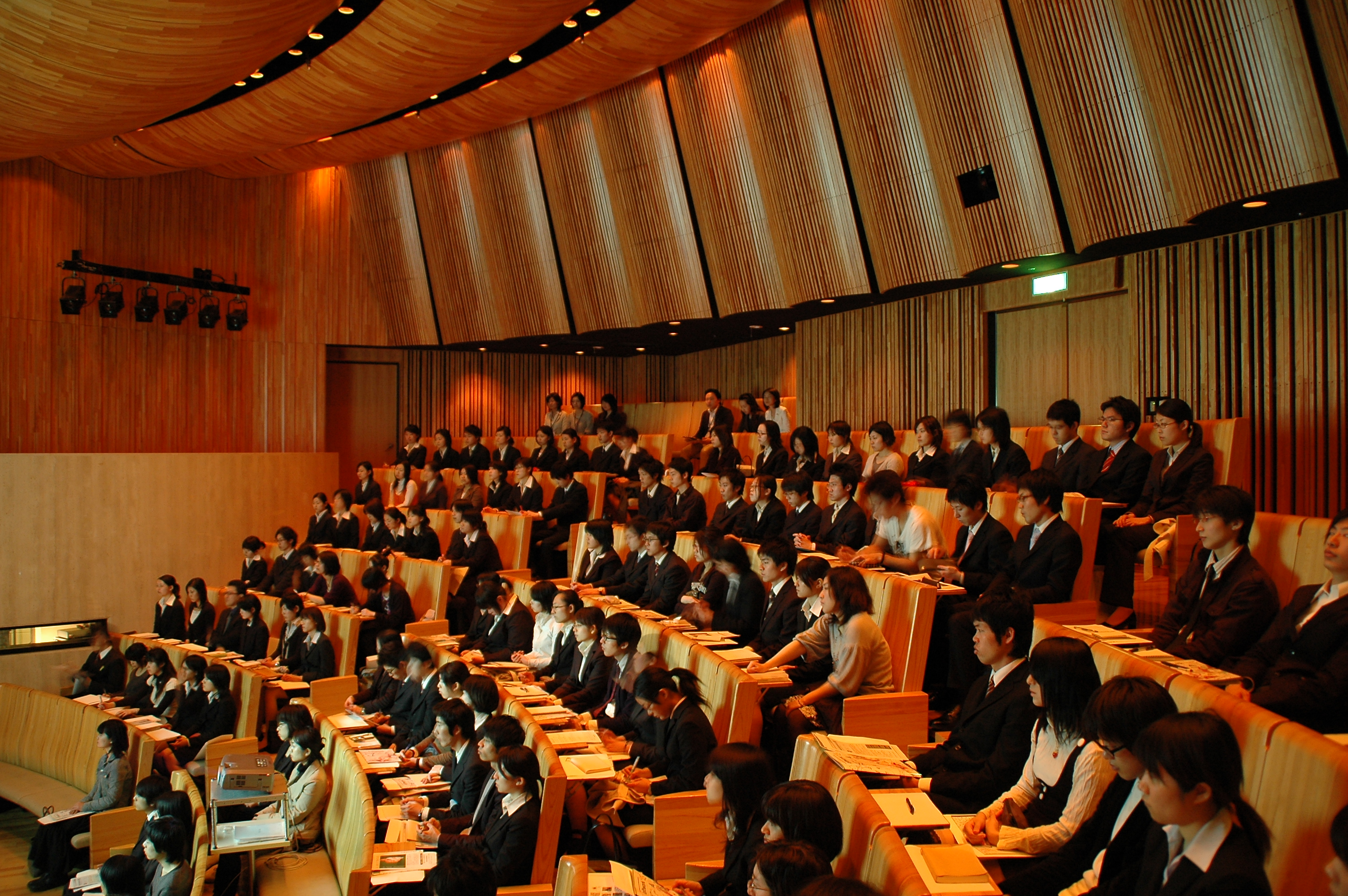
会社説明会の様子

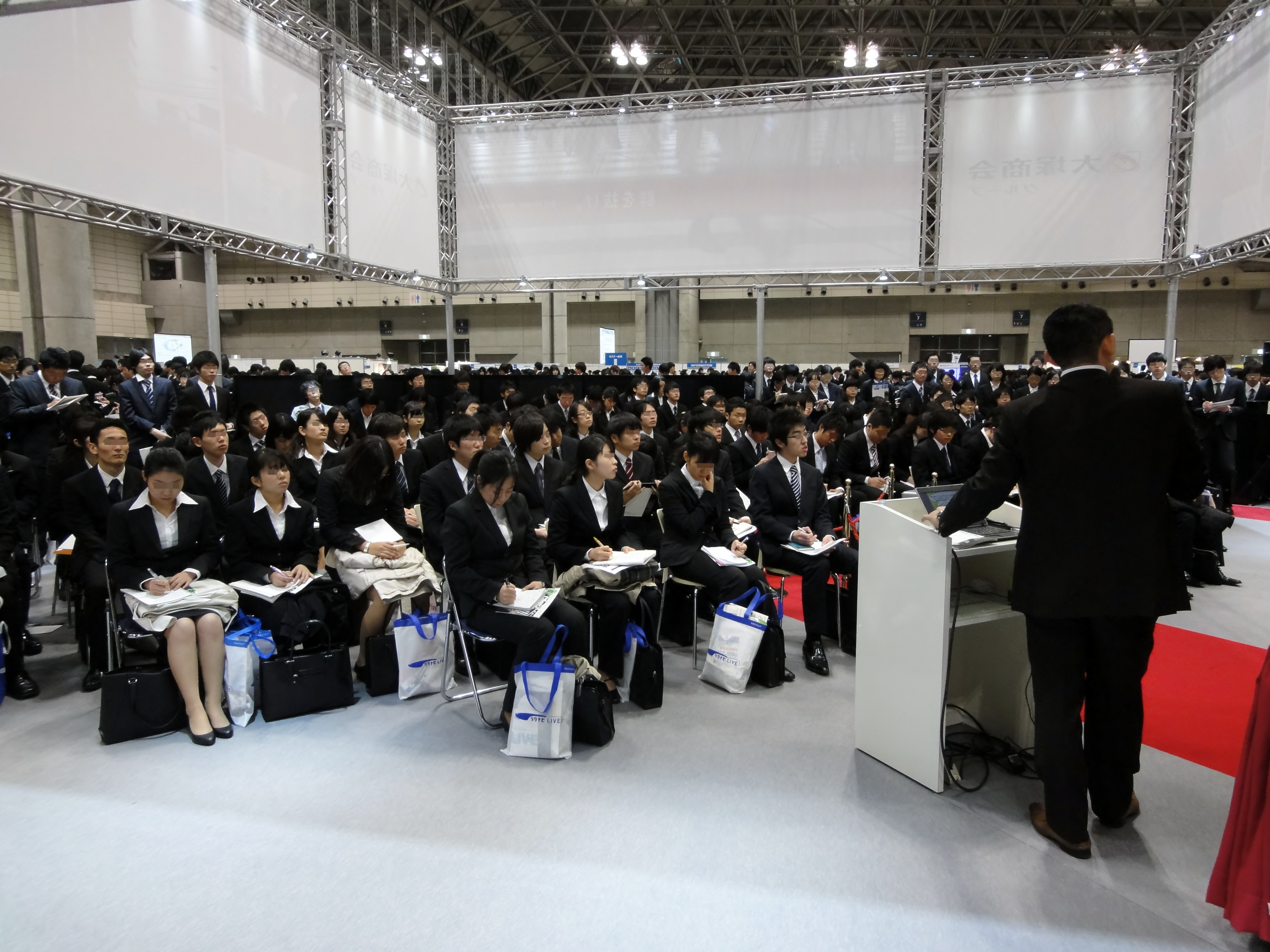
会社説明会の様子

## 歴史

### ホワイトカラー

#### 明治から第二次世界大戦まで
新規学卒者の一括採用制度が始まったのは1895年の三菱（当時の日本郵船）と三井銀行からであるとされているが、一般的になるのは20世紀に入ってからである。
この当時、職員の採用は随時必要に応じておこなわれていたが、採用には試験や学歴よりも関係者の紹介が重視されており縁故採用が多かった。
1914年から第一次世界大戦が始まり日本は大戦景気に沸いたが、それによる人手不足から来る就職売り手市場によって学校卒業前に入社選考と採用を行う慣行が始まった。
卒業前の採用慣行は第一次世界大戦後も続けられた。
1927年には昭和金融恐慌と、それに続く世界恐慌から学生の就職難が社会問題となった（当時の映画「大学は出たけれど」も参照）。このような恐慌下で、1928年に三井三菱などの大手銀行を中心とする頭取重役の集まりである常盤会の意向により、大学および文部省に働きかけが行なわれ、翌年1929年の学生の定期採用は卒業後に行なうこととする協定が結ばれた。就職協定の原型である。
にもかかわらず、優秀な学生を確保したい企業による、学生の就職難への不安につけこんだ早期の選考は、この協定後も改まらなかった。その後、景気が回復しても企業・学生双方による協定破りは続いた。
1935年6月、三菱の提案で協定は正式に破棄されることとなった。なお、今日まで使われる「内定」という言葉は、この協定によって使われるようになったのだと言われている。つまりは、協定によって「採用決定」が卒業後ということに決められたため、在学中の事実上の採用決定を「内定」と呼ぶことになったのである。
その後第二次世界大戦に入り、戦時統制のなかで1938年の学校卒業者使用制限令により、大学の工学部と理工学部、工業専門学校、工業実業学校の学生の就職は国家によって統制されることとなった。

#### 戦後から現在
第二次世界大戦終戦後も、大卒者の新卒一括採用の慣習は続いた。終戦直後の卒業生の就職は厳しかったようだが、翌年以降はそれほどでもなかったようである。敗戦という政治・経済状況に極限の変化を迫られる状況下においても、「卒業前の定期採用という慣行は、会社と大学にとってもはや変更不可能なまでに根づいていた」のである。続いて起きた戦後復興と1950年に起きた朝鮮戦争は、日本国内に莫大な特需を生み出し、人手を必要とした企業は多くの新卒者を雇用した。
採用の早期化傾向に懸念を抱いた文部省は1953年6月に教育・財界関係者を集め懇談会を開き、「採用試験は10月中旬から1か月くらいとすること」を決定した。これが1996年まで続いた就職協定の始まりである。
しかし、就職協定は1996年の廃止に至るまで、ほぼ有名無実な協定であった。抜けがけ採用が発覚しても協定破り企業として新聞に公表されること以外にペナルティーがなく、企業側はマジメに就職協定を守っていては良い学生を採用することができなくなり、学生もそれに従わざるを得ないからである。
特に1960年代からの高度経済成長期には更に採用が早期化し、大企業では卒業一年以上前の3年生の採用を決めるという事態にまで発展し、「青田買い」のみならず「早苗買い」「種もみ買い」とまで称されるほどになった。以後も景気状況による変動はあるものの、基本的には在学中に採用が内定する状況は変化していない。
21世紀初頭現在においても状況はそれほど変わらず、大学生の就職活動は3年生の秋、9月から10月ごろに始まる。経団連の倫理憲章では、正式な内定日は10月1日とされているが、内定の決定、いわゆる内々定は早ければ4年生になったばかりの春ごろから出され始める場合もある。

### ブルーカラー
戦前には、ホワイトカラーではない現場の職工は、必要に応じて必要な人員を補充するという方法で採用されていた。また、労働者側の意識としても、より良い待遇を求めて職場を短期間で移動するのがあたりまえであったとされている。日本において現場ブルーカラーの一括採用が定着したのは、高度経済成長期の1960年代における労働力不足を背景としている。また、この時期に高校進学率が高まったことによる人手不足も、高卒者の一括採用を進めた原因とされている。それ以前までは、高卒者はホワイトカラーとして採用されており、定期採用が主であった。同じ高卒者を採用する以上はブルーカラーも定期採用をする必要があったのだとされる。

### 新卒一括採用の見直し
2007年に安倍内閣は労働ビッグバンを閣議決定し、その中で「新卒一括採用システムの見直し」が検討されたが頓挫した。
新卒一括採用システムの見直しが進まない状況を受け、2010年の「青少年雇用機会確保指針」の改正により、「卒業後、少なくとも3年間は新卒者として応募できるように」という内容が盛り込まれた。さらに翌2011年には厚生労働大臣と文部科学大臣、経済産業大臣が連名にて主要経済団体などに対して通年採用の拡大を図っていくよう要請を出した。2013年度より、厚生労働省、文部科学省、経済産業省の3省連携による未内定就活生支援策として「未内定就活生への集中支援」が開始された。
2016年8月4日、安倍晋三の側近である世耕弘成は、経済産業大臣就任にあたってのNHKのインタビューに対し、「新卒一括採用を見直す時期にきている」という見解をはっきりと示し、これ以降、閣僚から新卒一括採用から通年採用へ変えていこうとする発言が相次いでいる。
2018年10月9日に日本経済団体連合会が、2021年度から就職活動の日程についてのルールを廃止すると発表すると、茂木敏充経済再生担当大臣は、「未来投資会議では、中途採用の拡大であったり、新卒一括採用の見直しといった雇用問題についても、全世代型社会保障への改革の1つのテーマとして、集中的に議論を進めたい」と述べ、就活ルールの廃止を受け、新卒一括採用自体の見直しに踏み込む意欲を強調した。
2022年春から通年採用になる予定。

## 日本的雇用慣行との関わり
新卒一括採用制度は、終身雇用や年功序列賃金といった日本的雇用システムの一部をなしているという指摘がある。というのは、ある程度の長期間に渡って採用した新卒者が会社に残ることが労使双方によって想定されていない限り、組織の年齢構成維持、忠誠心の育成のために新卒者を多人数雇用したとしても無意味だからである。
長年に渡って新卒一括採用制度が維持された結果、外部労働市場（中途採用市場）が未発達であり、日本の労働市場は内部労働市場（企業内におけるジョブローテーション、出向、転籍等）によって支えられている。

## 論点
新卒一括採用には功罪両面双方の論が広く展開されている。

### メリット

#### 採用の容易さ
本日の雇用システムでは企業・新卒者双方にとって、新卒一括採用を前提とした体制が取られている。この体制は上記の通り、戦後の混乱期にも変化した

#### 教育コスト
原則的に日本の学校教育では職業訓練は行われていないため、企業が新卒者を雇用した場合は職業訓練が必須である。他にも、社員が昇進昇格するために必要な訓練や定期的な配置換えに対応するための訓練が行われるが、これらは継続雇用を前提にするならば十分に回収可能なコストである。

#### 企業への忠誠心と個人の組織への同化
毎年の新卒定期採用は、同期生意識を生み従業員間の連帯感を強める。また初めての会社に長期間勤務する事が前提であるので、企業への忠誠心が生まれやすく、企業・労働者双方によって長期的な展望に基づいた関係を構築しやすい。又、新卒社員は他企業の就業規則や就業倫理の影響を比較的に受けにくい為に自社のそれらを植えつけやすい事から、自社の考え方に染めやすい。それにより、安易な解雇・離職による双方のオーバーヘッド、例えば教育コストや採用コストを減らすことができ、また労働者も長期的な人生計画を立てやすいという利点がある。また、相互の暗黙了解による業務の円滑化を進める。

### デメリット

#### 景気による採用の変動
新卒のみに偏った採用では、新卒時に就職できないとやり直すのが非常に難しいという問題が指摘されている。法政大学大学院の小峰隆夫教授によると「…少なくとも採用面での新卒主義は改めるべきだ。たまたま卒業時に景気が悪ければ就職できないという不平等があり、その時点ではじき出された年齢層がそのまま社会で滞留してしまう」。就活生の6割は、新卒で入社した企業を後悔しているというデータが発表されている。
氷河期世代と呼ばれる世代には、新卒時に就職出来なくて、そのままずっとやり直しが出来ずに、フリーターや派遣労働者などの不安定な仕事に就かざるを得ない者が多くいる。OECDの報告によると、2007年（平成19年）の日本における15～24歳の長期失業率は21.3%と、OECD平均の19.6%を上回った。5年前に比べやや改善したものの、依然として10年前の18.2%を上回っており、若者は定職確保が困難になっていると感じていると分析する。報告は、日本の派遣労働について低い収入、低い社会保障水準で技能・キャリア開発の可能性もほとんどないと指摘している。

#### 学業への悪影響
就職活動の早期化が顕著になり、学生の大学での勉強が疎かになってしまう弊害が生じている。実際に、内定を出す時期が早過ぎるために、最終学年の勉学を怠る学生も多くいる。場合によっては、学生が就職活動に力を入れ過ぎて卒業に必要な科目の単位を取ることができず、そのまま留年が決まって就職の内定も取り消されるという本末転倒の事態さえ起こっている。このような学業への悪影響を懸念し、就職協定は1928年（昭和3年）以来形を変えて何度も大学・財界から出されているものの、現在に至るまで全くと言ってよいほど守られておらず、現在もほとんど守られていない。これについては、企業側が学生の学業成績をあまり重視していないのではないかとする指摘がある。

#### 機会不均等
新卒一括採用は機会均等の原則に反しているとする見方もある。日本では、既卒と新卒が同様には扱われない。新卒時、病気などのやむを得ない事情で就職活動が出来なかった者も既卒として扱われることにより、多くの機会を損失してしまう。また、離職者が少ない優良企業は新卒採用しか行っていない所が多く、既卒者は入社できる企業の質が著しく低下する事（例えば中途で就職できる企業は人が頻繁に退職する社会的倫理が低い企業が多い等）も機会不均等を拡大させている。また新卒一括採用では年齢差別があるため、大学型高等教育機関への25歳以上の入学者の割合は、OECD諸国最低の1.8%となっている。（OECD諸国の平均は、21.3%)
脳科学者の茂木健一郎は新卒一括採用で就職機会を限定することは人権問題だと言う。
就職が決まらなかった学生の中には、次年度も「新卒」として就職活動するためにわざと留年する者がおり、一部の大学では卒業要件を満たしていても卒業延期を認める希望留年制度を設けている。読売新聞の「大学の実力」調査によると、卒業学年で留年した学生が、2014年度春は10万人を超えて6人に1人に上ることが判明した。留年の理由は卒業単位不足も含まれるが、2014年度春は故意に内定を辞退して留年を選ぶ学生が多いという。
コラムニストの尾藤克之は問題点として厳選採用を演じる企業側に問題があり経団連の新卒方針についても罰則や規制がないため効果がないとしている。。

## 世界各国での新卒者の就職

### アメリカ
アメリカでも将来のキャリア模索に熱心な者は大学・大学院に在学中から学内で開催されるキャリア・デベロップメント・セミナーなどに積極的に参加、そしてジョブインタビュー（いわゆる面接）を行う現状が見られる。これは転職を繰り返しキャリアアップをすることが一般化している為で、十分な学位を得た暁には一年でも早く職業訓練を受けて職歴を身に付け、将来の転職を有利にするための一つの方法である。
アメリカの就職活動で、最も必要となるのは学歴・専攻・職歴・大学の成績の4つである。
日本の企業では、全学部全学科の学生を採用対象とするのに対し、アメリカの企業では、その人物のその専攻分野、その分野に特化された知識・技術が好まれる傾向が強い（例外もある）。
日本企業と大きく違うのは、アメリカの企業では大学の成績「GPA」を重視することである。採用では、GPAで応募者たちを脚切りする企業が多く、エリート職だとGPA3.5以上、普通の職でも3.0以上要求されるのが普通である。だから、アメリカの大学生たちは、大学の成績「GPA」で高い点数を取るために必死に勉強をする。
職歴を持てない大学生はインターンシップを行いそれを職歴の代わりとしレジュメに記載する。その為、アメリカでは、インターンシップ制度が非常に盛んで多くの学生・大学・企業が参加している。学歴・専攻・職歴・大学の成績が優れており人間性も問題ないとなれば万人に雇用のチャンスが設けられている。しかしインターンシップを在学中に受けてないと、一流大学で成績が良くても書類選考さえ通らない事が多く、インターンシップがアメリカ企業の就職に必要不可欠な物となっている。
採用時期は企業にもよるが一年を通して不定期で行っている場合がほとんどである。ポジションに空きが出たり好景気によりさらなる雇用が必要な場合は随時募集が行われる。その反面、アメリカ企業は基本的に終身雇用システムはないため、一旦就職しても不適当な人材と判断されれば「ワン・マンス・ノーティス」（「翌月解雇」の告知）がなされ、すぐに解雇されて新たな募集がかけられる。このような社会のため、アメリカでは労働力の流動性が非常に激しい。

### ドイツ
ドイツの学生は卒業後、就職活動を開始するのが一般的。大学の教育の一部に、企業での実務実習が組み込まれている事も多い。特に新卒者用の求人はない。新卒者の多くは、最初の1、2年間は期限付きの雇用契約しか結べないことが多い。

### フランス
スタージュと呼ばれるインターンシップ制度が充実していて、これにより職務経験を得て就職することになる。インターンシップ後、正式採用されることもあるが、期限付きの雇用契約しか結べないことが多い。

### 韓国
新卒一括採用があるが、新入社員募集時の年齢差別禁止が義務付けられるようになった。2009年から施行された年齢差別禁止法では、事業主が社員募集広告を出す時「xx歳以下」等の年齢制限をすると罰則または過怠金を受けることになる。この法が施行されれば募集・採用で退職・解雇に至るまで、雇用のすべての段階で、年齢を理由とした差別行為が禁止される。例えば、募集・採用広告に「xxxx年度以後出生者」、「満30歳以下」、「満25 歳以上29歳以下」 「2009年卒業(予定)者」、「大学卒業後2年以内」のような表現が入っていると差別になる。
サムスングループの2019年の事例では、採用時期を上半期、下半期に分けて採用している。上半期の採用スケジュールでは、3月中頃に募集が締め切られ、4月に行われる職務適性検査を経て、7-8月頃に入社となる。